# Schizobasis intricata
Schizobasis intricata là một loài thực vật có hoa trong họ Măng tây. Loài này được (Baker) Baker miêu tả khoa học đầu tiên năm 1874.